# Loek Beernink

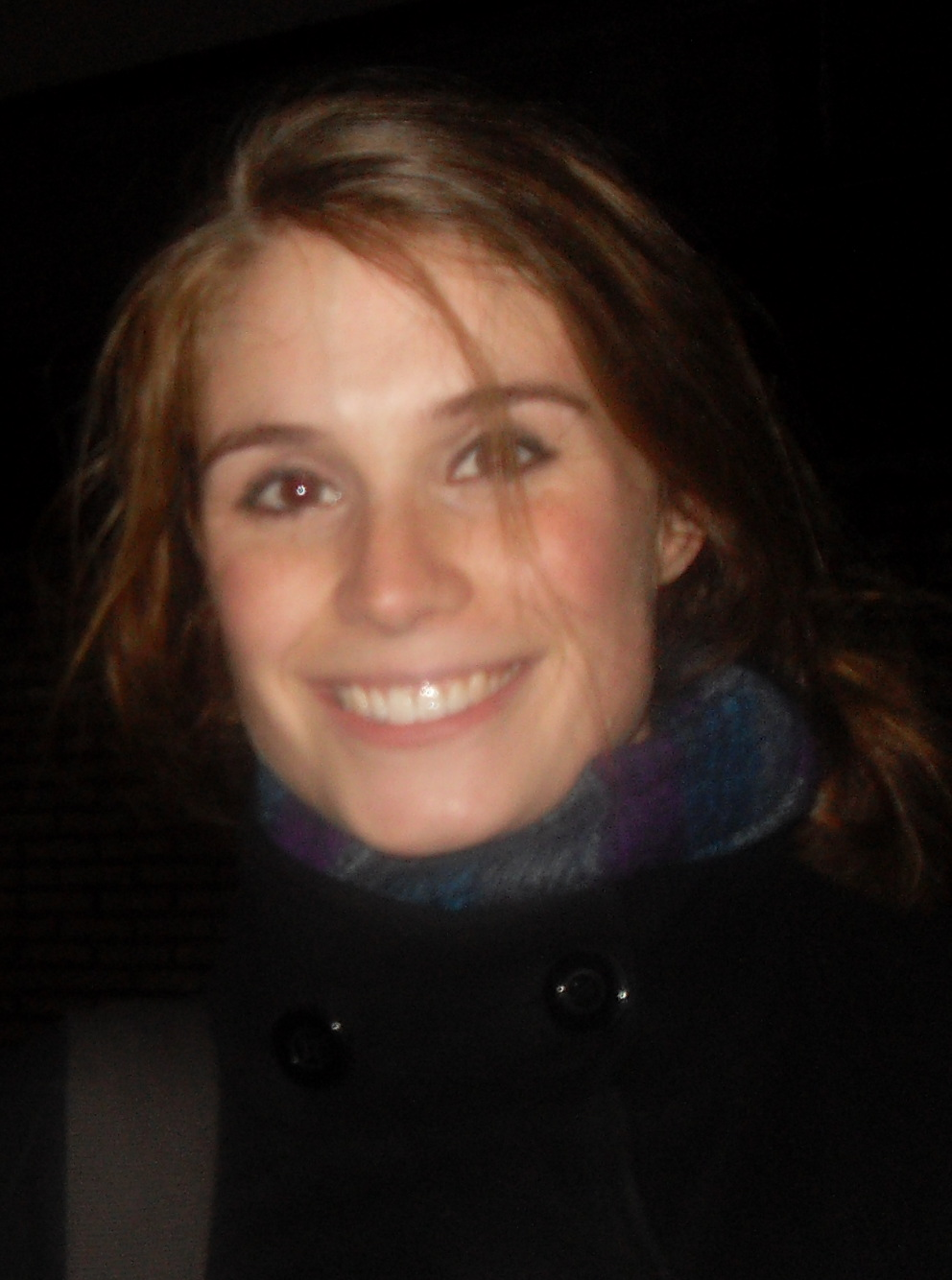
Loek Beernink

Anne Loek Beernink (* 6. März 1986 in Aalten, Gelderland) ist eine niederländische Schauspielerin und Sängerin. Im niederländischen Sprachraum wurde sie durch die Rolle der Nienke Martens in der Jugendserie Het Huis Anubis bekannt, die seit Herbst 2006 auf dem Fernsehsender Nickelodeon ausgestrahlt wurde.
Unter ihrem Rollennamen Nienke veröffentlichte Beernink im Januar 2007 das von ihr eingespielte Titellied der Serie als Single und erreichte damit die Spitze der niederländischen Top 40. Ihre Nachfolgesingle Hij stieg bis auf Platz 3.

## Filmografie (Auswahl)
- 2006–2009: Het Huis Anubis
- 2008: Anubis en het pad der 7 zonden (gehört zu Het Huis Anubis)
- 2009: Bloesem
- 2009: Anubis en de wraak van Arghus (gehört zu Het Huis Anubis)
- 2010: Anubis en de terugkeer van Sibuna (gehört zu Het Huis Anubis)

## Auszeichnungen
- 2007: Nick Kids Choice Award als beste Schauspielerin
- 2009: Nick Kids Choice Award als beste Schauspielerin